# Kuła
Kuła (bułg. Кула) – miasto w północno-zachodniej Bułgarii, w obwodzie Widyń, ośrodek administracyjny gminy Kuła. Według danych szacunkowych Ujednoliconego Systemu Ewidencji Ludności oraz Usług Administracyjnych dla Ludności, 15 grudnia 2018 roku miejscowość liczyła 2904 mieszkańców.

## Geografia
Miasto znajduje się 30 km od Widynia, 13 km od granicy z Serbią, w pobliżu szczytu Wryszka czuka.
W centrum miasta znajdują się ruiny rzymskiej twierdzy Castra Martis.

## Osoby związane z miastem
- Stojan Wrynczew – bułgarski arborysta
- Najden Wojnow – bułgarski szachista
- Michaił Mikow – bułgarski polityk
- Dimityr Popow – bułgarski polityk

## Miasta partnerskie
- Gadebusch, Niemcy